# Partia Robotnicza (Singapur)
Partia Robotnicza (chiń: 工人黨; malajski: Parti Pekerja) – singapurska centrolewicowa opozycyjna partia polityczna.

## Historia
Partia została założona 3 listopada 1957 przez ówczesnego premiera Davida Marshalla. Pierwszy raz w szranki wyborcze Parti Pekerja stanęła w 1959 roku uzyskując 4 127 głosów co przełożyło się na 0,8% poparcia. 15 lipca 1961 w wyborach uzupełniających do Zgromadzenia Ustawodawczego w okręgu Anson mandat deputowanego z wynikiem 43,3% (3 598 głosów) zdobył David Marshall.